# Хайдер, Чарльз
Чарльз Лати́ф Ха́йдер (англ. Charles Latif Hyder; 18 апреля 1930 года, Альбукерке, США — 21 июня 2004 года, Лас-Паломас, США) — американский учёный-астрофизик, более известный в бывшем Советском Союзе благодаря своей протестной голодовке («голодовке доктора Хайдера») как «до́ктор Ха́йдер», а также «това́рищ Ха́йдер». Кандидат в Президенты США на выборах 1988 года (самовыдвиженец).

## Биография
Чарльз Хайдер родился в 1930 г. и окончил среднюю школу в городе Альбукерке штата Нью-Мексико, во время Корейской войны служил в ВВС США.
В 1958 году окончил университет штата Нью-Мексико, в 1964 году в Колорадо получил учёную степень по астрогеофизике. С 1961 по 1983 год занимался научной деятельностью в области физики Солнца (специалист по солнечным вспышкам), опубликовал более 50 работ. В некрологе коллеги учёного отмечали его высокую квалификацию в физике (не только астрофизике, но и в квантовой механике), а также высокую математическую культуру.
Боролся против ядерного оружия, загрязнения окружающей среды продуктами ядерной энергетики, а также против строительства хранилища радиоактивных отходов (Waste Isolation Pilot Plant) у города Карлсбад (штат Нью-Мексико).

### Голодовка
23 сентября 1986 года, находясь у Белого дома в Вашингтоне, доктор Хайдер объявил, что начинает голодовку. Непосредственно на месте объявления голодовки он разбил палатку, в которой затем жил всё время до окончания акции (сидел перед палаткой либо спал внутри неё). Голодовка продолжалась до конца апреля следующего года — 218 дней.
Требовал от администрации Рональда Рейгана прекратить гонку вооружений и отказаться от использования ядерного оружия.
Хайдер не скрывал, что решился на длительную голодовку, так как обладал лишним весом и запасом жира, который поможет ему продержаться без еды. За семь месяцев своей голодовки он потерял половину из своих 136 кг. Во время голодовки он только пил воду и принимал витамины для поддержания иммунитета.

### Влияние и отклик
Своей голодовкой Хайдер привлек внимание советских спецслужб, которые направили к нему корреспондента советского телевидения Владимира Дунаева, тот начал делать о нём репортажи для программы «Время». Эту программу смотрели миллионы советских телезрителей в основном старшего возраста.
В результате наибольший отклик акция Хайдера вызвала в Советском Союзе, где была развёрнута показательная кампания солидарности с ним. Его регулярно показывали в программе «Время», в советских газетах регулярно публиковались бюллетени о состоянии здоровья «товарища Хайдера», в его честь была отчеканена памятная медаль, Михаил Горбачёв написал ему письмо.
Уже после, как было объявлено об окончании голодовки, рок-группа «Ноль» сочинила и стала исполнять сатирическую песню «Доктор Хайдер»:

И в этот трудный час за каждого из нас —

Доктор Хайдер, доктор Хайдер, доктор Хайдер

Снова начал есть!

### После голодовки
После окончания голодовки Хайдер заявил советской прессе, друзьям и прохожим, что начинает предвыборную кампанию в президенты США, предлагая вписывать его имя в избирательные бюллетени. Хайдер сообщил, что этим жестом хочет привлечь больше внимания общественности к волнующим его проблемам.
В 1998 году он выпустил книгу «Выживание человечества на планете, заражённой плутонием», снова пытался голодать (на этот раз с целью борьбы против хранилища ядерных отходов у себя в штате, Waste Isolation Pilot Plant).
Скончался 21 июня 2004 года в США в возрасте 74-х лет..

## В культуре
- Песня «Доктор Хайдер» группы Ноль (1991)[10]